# Sacro Monte di Oropa
Il Sacro Monte di Oropa è un complesso costituito da 19 cappelle situate al di fuori delle mura del santuario di Oropa, nel comune di Biella.
Dodici cappelle, disposte pressoché parallelamente, sono dedicate alla vita della Madonna con affreschi e statue, le restanti sette raffigurano invece episodi di fede cristiana.
Il complesso appartiene al sistema dei Sacri Monti del Piemonte e della Lombardia divenuto nel 2003 parte del patrimonio dell'umanità dell'UNESCO. Il cammino devozionale CoEUR collega il Sacro Monte di Oropa ad altri cinque sacri monti piemontesi.
Con la legge n.5 del 28 febbraio 2005 la Regione Piemonte ha istituito la riserva naturale del Sacro Monte di Oropa, gestita dal Comune di Biella e che comprende tutta la conca di Oropa fino al confine con la Valle d'Aosta.

## Storia e profilo artistico

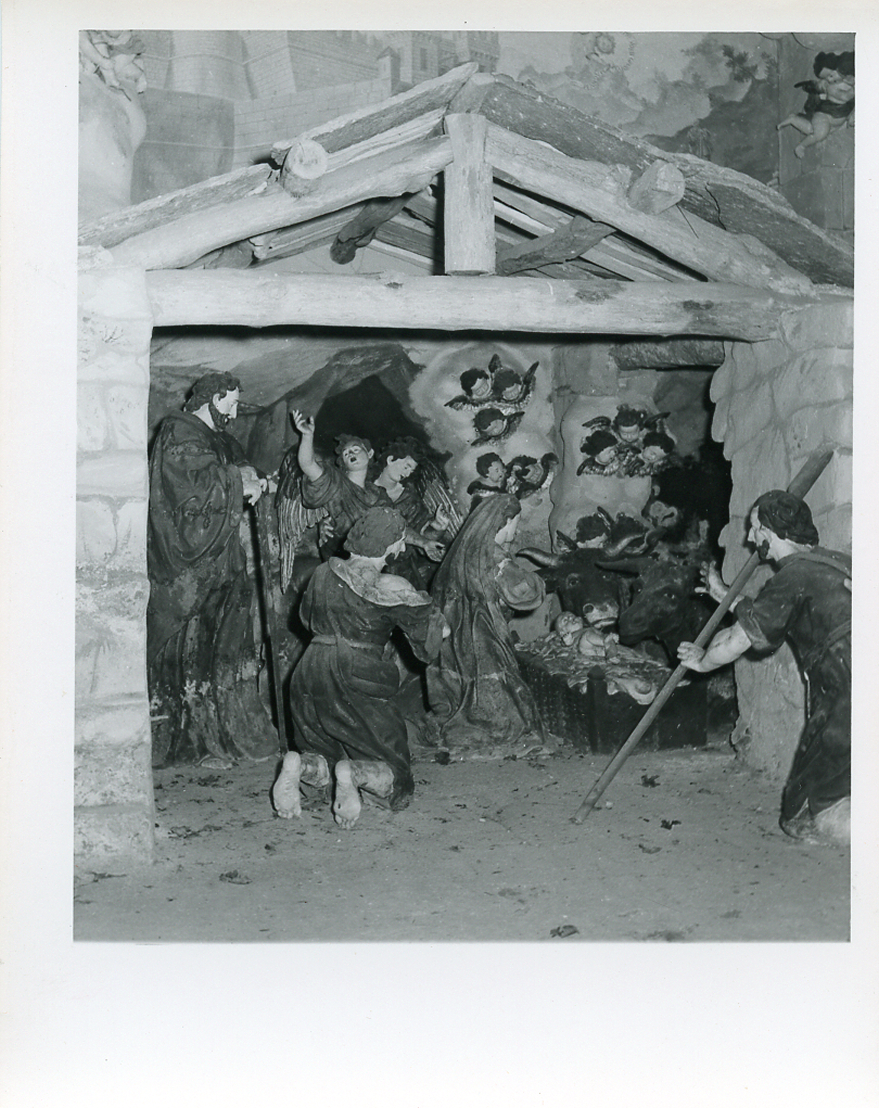
La cappella della Natività in una foto di Paolo Monti

Nella conca di Oropa che ha sullo sfondo il monte Mucrone (m 2336), partendo della spianata in cui è posta la chiesa che ospita la celebre Madonna Nera, il Sacro Monte si snoda lungo un comodo sentiero erboso.
Andate distrutte vecchie cappelle cinquecentesche, l'avvio vero e proprio della edificazione del Sacro Monte risale al 1620, anno della solenne incoronazione della statua della Madonna; una statua lignea che la leggenda voleva scolpita da San Luca e portata ad Oropa da sant'Eusebio di Vercelli, vescovo di quella città e che oggi si sa essere stata intagliata alla fine del XIII secolo, trovando collocazione nella prima chiesa, appena costruita accanto al vecchio "sacello eusebiano". La sacra immagine diventò poi, nel tempo, oggetto di crescente devozione popolare.
Il Sacro Monte nacque dunque per iniziativa del frate cappuccino padre Fedele da San Germano come espressione del culto della Vergine: il progetto iniziale prevedeva 20 cappelle dedicate - secondo i canoni di una popolare rappresentazione teatrale - alla Vita di Maria, illustrata in coerenza con il racconto che presentato dai vangeli apocrifi.
Il progetto poté contare sul supporto di Carlo Emanuele I duca di Savoia, ma furono soprattutto le diverse comunità parrocchiali del biellese si fecero carico, nel tempo, dell'impresa. La costruzione delle cappelle si sviluppò lungo un arco temporale di più di un secolo senza, per altro, completare il progetto iniziale.
Il proposito da parte delle varie comunità coinvolte di assicurare i migliori artisti alla cappella da loro presa in carico, portò ben presto (1621) al coinvolgimento dei plasticatori che operavano al Sacro Monte di Varallo; segnatamente Giovanni d'Enrico e la sua bottega.
Le cappelle oggi presenti sono 19 di cui dodici – le più importanti – dedicate alla storia della Vergine. Esse sono poste ai lati di un cammino quasi rettilineo che sale, con dolce pendio, in una ampia radura erbosa; solo alla sommità gli alberi si fanno più fitti e si entra in un ambiente boschivo. Tutte le cappelle hanno i tetti coperti di lastre in pietra, nella tradizione delle baite alpine. Un simile ambiente, con marcate caratteristiche alpine, differenzia il Sacro Monte di Oropa dagli altri sacri monti piemontesi e lombardi

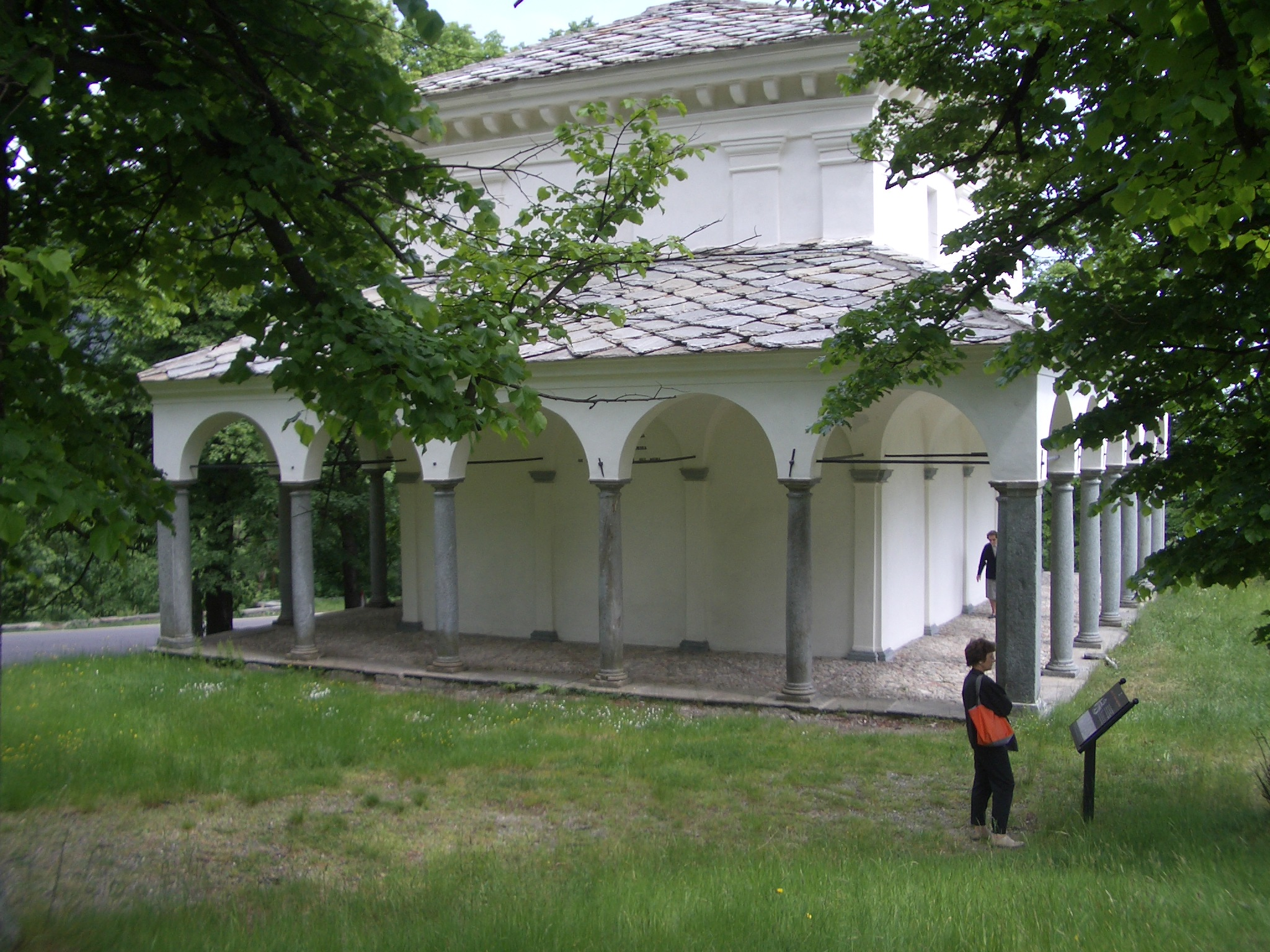
Cappella dell'Immacolata Concezione

Tra le statue in terracotta policroma (malamente ridipinte nel corso dei restauri) troviamo lavori di Giovanni d'Enrico e della sua bottega nell'iniziale cappella dell'Immacolata Concezione (detta anche cappella del Drago, a motivo della presenza di una grande e mostruosa statua, raffigurante il demonio sconfitto dalla Vergine); ma anche nella cappella dello Sposalizio di Maria, in quella delle Nozze di Cana, e soprattutto nella finale cappella del Paradiso con un tripudio di statue di santi e di angeli che assiste alla incoronazione della Vergine.
A partire dall'inizio del XVIII secolo, si trovano come statuari particolarmente attivi i fratelli Auregio.
Tra i pittori che hanno realizzato la decorazione delle cappelle va ricordato almeno Giovanni Galliari di Andorno Micca; le sue ambientazioni architettoniche (cappelle della Natività di Maria, della Dimora di Maria al tempio, della Nascita di Gesù) anticipano lo stile che sarà proprio del più celebre figlio Bernardino, importante pittore-scenografo della prima metà del Settecento.